# Barragem de Verbois
A Barragem de Verbois foi construída entre 1938 e 1943 sobre o Ródano e fica localizada entre a ponte de Peney e a ponte de La Plaine (Dardagny) em Genebra na Suíça.

## Ponte
Sobre a barragem encontra-se uma estrada que liga a localidade de Russin na margem direita com Aire-la-Ville na margem esquerda. Ao lado tem uma eclusa para peixes com 107 degraus, que é a maior da Suíça, com 350 m de comprimento .

## Características
Inaugurada em 1944 tem quatro passagens cada um com duas válvulas/turbinas tipo Kapkan. Esta barragem é a maior fonte de energia eléctrica do cantão de Genebra.
O caudal da barragem de Verbois é ajustado a montante pela barragem do Seujet, e ambas pertencem aos  Services Industriels de Genève (SIG) .

### Valores
- Potência: 100 MW
- Ano: 455 GWh o a que corresponde a 15% do consumo do cantão de Genebra
- Altura: 20 m
- Largura: 410 m